# Vasstrandlöpare
Vasstrandlöpare (Bembidion transparens) är en skalbaggsart som beskrevs av Friedrich-August von Gebler. Vasstrandlöpare ingår i släktet Bembidion och familjen jordlöpare. Arten är reproducerande i Sverige. Inga underarter finns listade i Catalogue of Life.